# Lorinazaur
Lorinazaur (Lourinhasaurus alenquerensis) – dinozaur z grupy zauropodów (Sauropoda) o bliżej niesprecyzowanej pozycji systematycznej
Żył w epoce późnej jury (ok. 152-145 mln lat temu) na terenach obecnej Europy. Długość ciała ok. 17 m, wysokość ok. 5 m, masa ok. 15-20 t. Jego szczątki znaleziono w Portugalii (w okolicach miasta Lourinhã).
Opisany na podstawie kręgów, żeber i niekompletnych kończyn. Wcześniej skamieniałości tego rodzaju dinozaurów klasyfikowano jako Apatosaurus alenquerensis oraz Camarasaurus alenquerensis. Po odkryciu kolejnych skamieniałości w Portugalii, zaklasyfikowano wszystkie do nowego rodzaju Lourinhasaurus.